# Бескозырка полевая М10 (Германия)
Бескозырка полевая демисезонная (нем. Krätzchen) — головной убор Германской армии периода Первой Мировой Войны (1913-1919 год). Использовалась рядовым и унтер-офицерским составом.

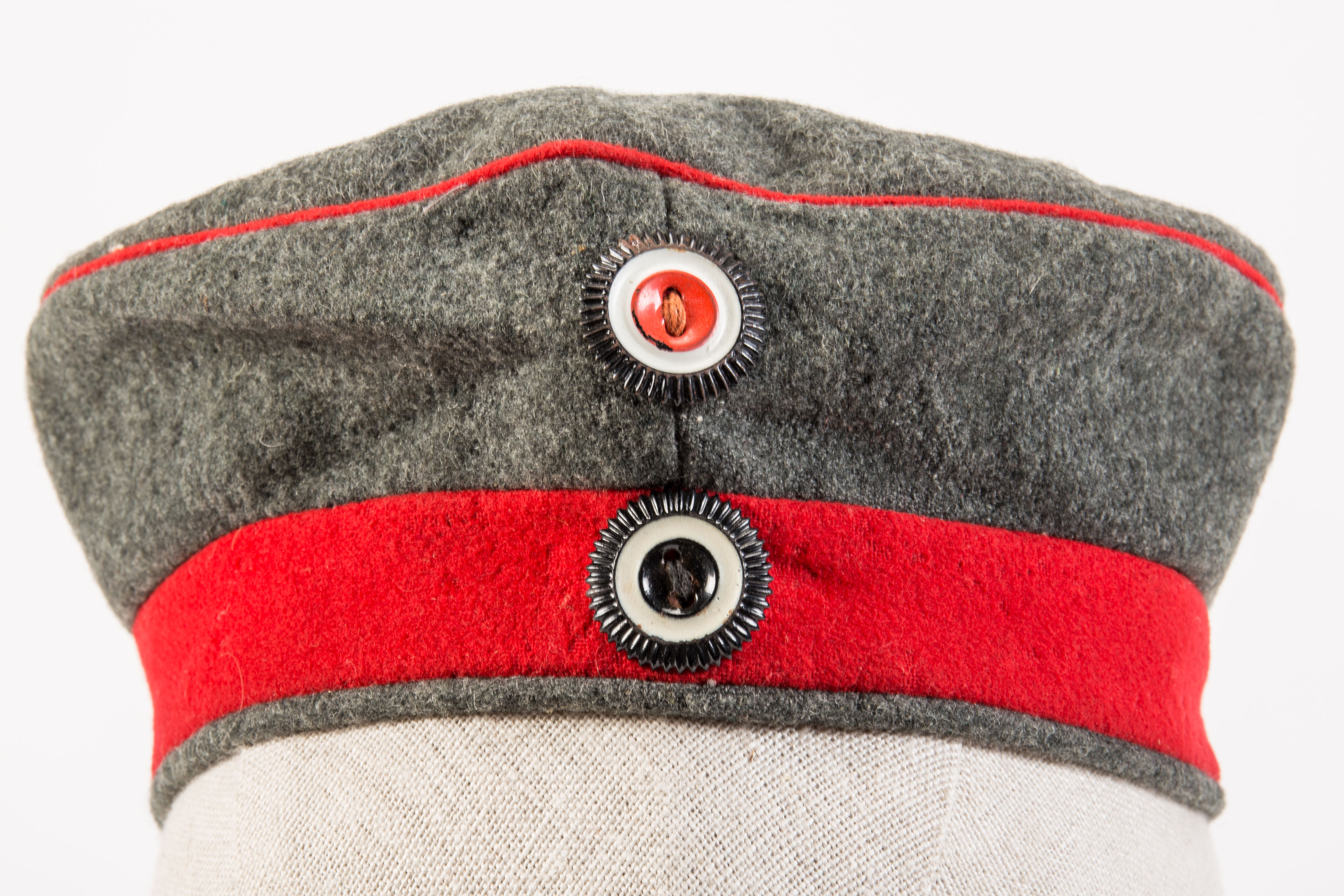
Немецкая полевая бескозырка

## История
Немецкая полевая бескозырка первоначально была введена в некоторых войсках прусской армии только в 1808 году, когда они были облачены в новую форму. Образцом послужила русская плоская фуражка, которую также носили солдаты армии.

## Название
Название происходит из солдатского сленга, и представляет собой шутливое уменьшительное от слова Krätze в значении "корзина", которое происходит от средневерхненемецкого kretze, происходящее от древневерхненемецкого krezzo. По названию головной убор сравнивают с корзинкой. Тот факт, что название головного убора происходит от чесотки или что бескозырка является убежищем для паразитов, вероятно является шуткой или более поздним объяснением этого термина, которое уже не понимается. Официально данный головной убор назывался бескозыркой (Feldmütze ohne Schirm).